# TiVulandia 5
TiVulandia 5 è una raccolta di sigle dei cartoni animati del 2003, ristampa su CD della celebre collana omonima degli anni 80, ad opera dell'etichetta discografica BMG/Ricordi.
L'album, pubblicato a distanza di venti anni esatti dall'ultimo LP conclusivo della serie, è l'ultimo di cinque ristampe (tra il 1994 ed il 2003) delle sigle più famose degli anime giapponesi trasmessi dalle reti RAI e Syndication, negli anni 80, generando in qualche modo, una sorta di riscoperta e di revival del genere.
La track list non rispecchia la stessa della versione in vinile ma, include molte sigle mai stampate su CD fino a quel momento. Il CD è stato incluso nella collana per ragazzi "Linea Kids".

## Tracce
1. Ikkyusan il piccolo bonzo (testo: Gioacchino Rispoli, Roberto Coccia – musica: Gioacchino Rispoli, Roberto Coccia)
2. Ugo il re del judo (testo: Riccardo Zara – musica: Riccardo Zara)
3. Kimba, il leone bianco (testo: Riccardo Zara – musica: Riccardo Zara)
4. Superobot 28 (testo: Fabio Massimo Cantini – musica: Fabio Massimo Cantini)
5. L'isola del tesoro (testo: Lucio Macchiarella – musica: Douglas Meakin, Mike Fraser)
6. Ultralion (testo: Lucio Macchiarella – musica: Mauro Goldsand, Aldo Tamborelli)
7. Daniel e Bebel (testo: Franco Migliacci – musica: Claudio Mattone)
8. Canto di Andrè (testo: Riccardo Zara – musica: Riccardo Zara)
9. La canzone di Rin Tin Tin (testo: Maria Letizia Amoroso – musica: Luigi Piergiovanni)
10. All'età della pietra (testo: Lucio Macchiarella – musica: Fabio Massimo Cantini)
11. Io son Calimero! (testo: Marcello Marrocchi, Fernanda Tartaglia – musica: Marcello Marrocchi, Fernanda Tartaglia)
12. Alle porte della rivoluzione (testo: Riccardo Zara – musica: Riccardo Zara)
13. Uomo squalo (testo: Romolo Siena – musica: Paul Bradley Couling, Antonello de Sanctis, Adelmo Musso)
14. Sesamo apriti (testo: Rosalba Oletta[2], Bruce Hart[3], Joe Raposo[3], Jon Stone[3] – musica: Joe Raposo)
15. Flash... Gordon... Flash (testo: Maria Letizia Amoroso – musica: Corrado Castellari)
16. Con te bambino (testo: Carla Vistarini – musica: Luigi Lopez)

## Interpreti
- I Babau con i Bambini di Sesamo diretti da Renata Cortiglioni - complesso di Rino de Filippi (14)
- I Cavalieri del Re (2-8-12)
- Mal (13)
- Sarah & Co. (10)
- Marco Pavone (11)
- Le Mele Verdi (1-9)
- Donno (15)
- I Vianella (16)
- Elisabetta Viviani (7)
- La mamma di Jonathan (3)
- Rocking Horse (5)
- Superobots (4)
- Happy Gang (6)

- Cori: Paola Orlandi, I Piccoli Cantori di Milano diretti da Laura Marcora, I Piccoli Cantori di Nini Comolli.